# تئو هالم
تئو هالم به انگلیسی: Teo Halm یک بازیگر آمریکایی متولد متولد ۱۹ مه سال ۱۹۹۹ در لس آنجلس است. شهرت وی در فیلم «اکو در زمین» (محصول ۲۰۱۴) است. وی در زمینه موسیقی نیز فعالیت دارد.

## فلیم‌ها
| نام فیلم      | کارگردان                          | سال ساخت |
| ------------- | --------------------------------- | -------- |
| زمین برای اکو | دیو گرین                          | ۲۰۱۴     |
| بوکوسفکی      | جیمز فرانکو                       | ۲۰۱۵     |
| خاطره         | Nina Ljeti , Vladimir de Fontenay | ۲۰۱۵     |
| مزرعه اسپیرال | Alec Tibaldi                      | ۲۰۱۹     |